# Radonjićko jezero
Radonjićko jezero (srp. Радоњићко језеро / Radonjićko jezero, alb. Liqeni i Radoniqit) je jezero na Kosovu. Nakon jezera Gazivode, drugo je po veličini u zemlji sa 5,62 km2.
Godine 1998. jezero je bilo poprište masakra koji su počinili pripadnici OVK.

## Vanjske poveznice
|  | Zajednički poslužitelj ima još gradiva o temi Radonjićko jezero |